# West Siang
Der Distrikt West Siang ist ein Distrikt im indischen Bundesstaat Arunachal Pradesh. Sitz der Distriktverwaltung ist Aalo. Der zugehörige Hierarchische Administrative Subdivision-Code (HASC) lautet: IN.AR.WS. Der Distriktname leitet sich von Siang, dem Flussnamen des Brahmaputra zwischen Tibet und dem Tiefland von Assam, ab.

## Geschichte
Das Gebiet stand jahrhundertelang nominell unter tibetischer Herrschaft. Die McMahon-Linie schlug das Gebiet Britisch-Indien zu und es wurde von Assam aus verwaltet. Da die Chinesen die Shimla-Konvention im Jahr 1914 nicht unterschrieben hatten, betrachten sie das Gebiet als Teil Tibets (Südtibet) und somit Chinas. Die Briten und danach die Inder verwalteten das Gebiet als Teil der North-East Frontier Tracts (ab 1951 North-East Frontier Agency). Es war bis 1948 Teil des Sadiya Frontier Tracts und trug nach der Ablösung des Gebiets von diesem Tract den Namen Abor Hills. Bereits 1954 wurde Abor Hills in Siang Frontier Division umbenannt. Seit einer weiteren Umbenennung 1965 trug dieser Distrikt den Namen Siang Distrikt. Die sich widersprechenden Gebietsansprüche führten 1962 zum Indisch-Chinesischen Grenzkrieg und der kurzzeitigen Besetzung durch die Volksrepublik China. Im Jahr 1980 spaltete sich der Distrikt Siang in die beiden Distrikte East Siang und West Siang auf. Seit 2017 ist der Distrikt West Siang durch Ausgliederung massiv kleiner geworden. Erst lösten sich am 22. September 2017 die Circles Gensi, Kangku, Likabali und Sibe und wurden Teil des neuen Distrikts Lower Siang. Die Circles Basar, Daring und Tirbin bilden seit 2018 den Distrikt Lepa-Rada. Und der nördliche Teil dieses Gebiets, die Circles Mechuka, Monigong (auch Manigong), Pidi und Tato, wurden am 9. Dezember 2018 aus dem Distrikt West Siang herausgelöst und zum Distrikt Shi-Yomi.

## Geografie

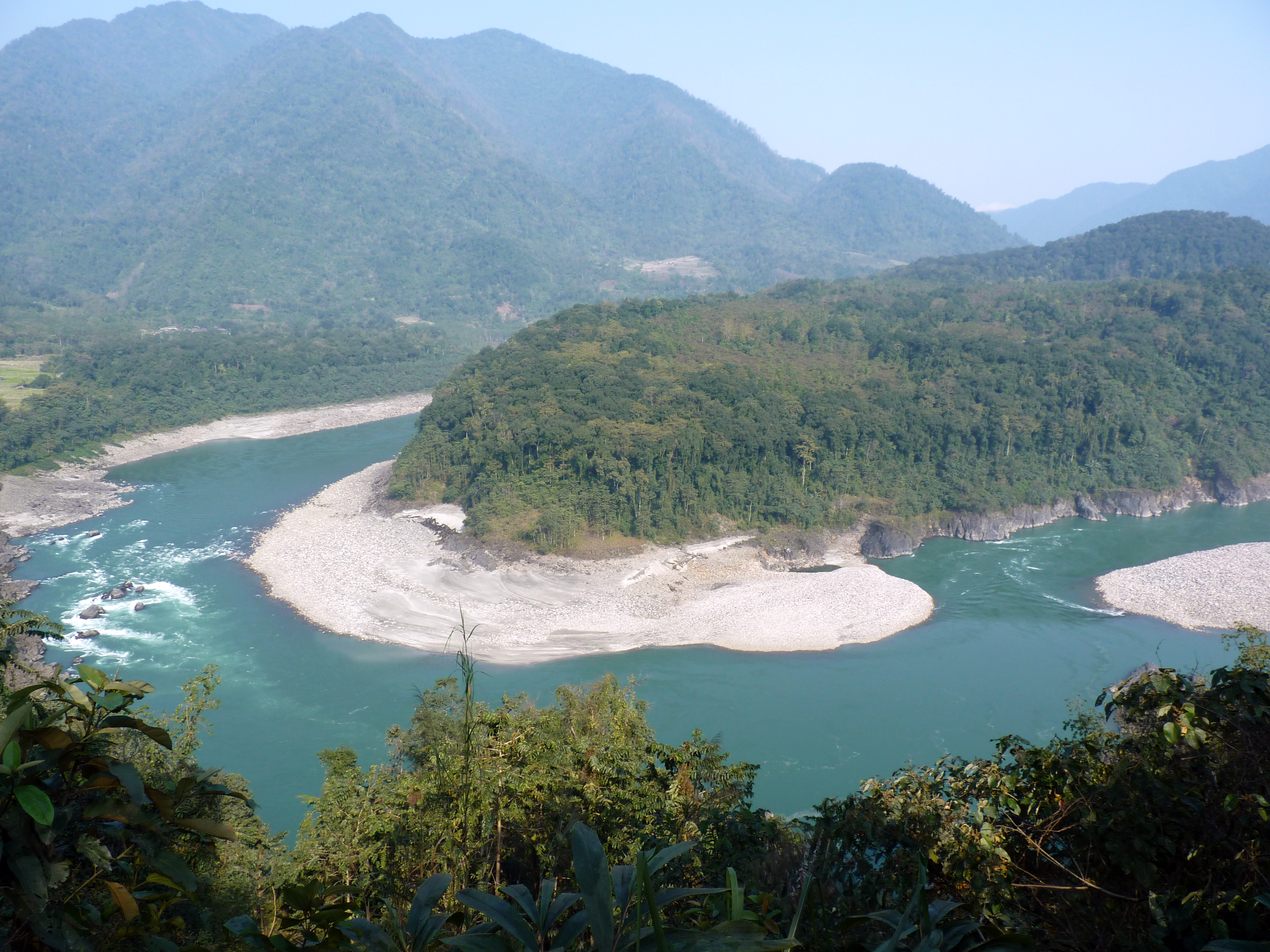
Der Fluss Siyom nahe Aalo

Der Distrikt West Siang liegt zentral in Arunachal Pradesh westlich vom unteren Flussabschnitt des Siang. Der Distrikt grenzt im Westen an Upper Subansiri, im Nordwesten an den Distrikt Shi-Yomi, im Nordosten und Osten an den Distrikt Siang, im Südosten an den Distrikt Lower Siang sowie im Süden an den Distrikt Lepa-Rada. Die Fläche des Distrikts West Siang beträgt seit 2018 noch 1713 km². Der Siyom durchfließt den Distrikt in überwiegend südöstlicher Richtung und mündet nördlich von Pasighat in den Brahmaputra. Die gesamte Fläche des Distrikts mit Ausnahme der nächsten Umgebung des Hauptorts Aalo (Along) ist bewaldetes Bergland mit tiefen Schluchten. Im Nordwesten des Distrikts liegt das Schutzgebiet Yordi-Rabe Supse.

## Bevölkerung

### Übersicht
Nach der Volkszählung 2011 hatte der Distrikt West Siang in den damaligen Grenzen 112.274 Einwohner. Durch Abspaltung von 15 der damals 21 Circles ist die Einwohnerschaft des heutigen Distrikts viel kleiner. Die Einwohnerzahl in den heutigen Grenzen betrug 2011 52.520 Personen. Bei 30,7 Einwohnern pro Quadratkilometer ist der Distrikt nur dünn besiedelt. Die Bevölkerungsentwicklung ist typisch für Indien. Zwischen 2001 und 2011 stieg die Einwohnerzahl um 7,8 Prozent. Der Distrikt ist mehrheitlich ländlich geprägt und hat eine durchschnittliche Alphabetisierung. Es gibt keine Dalits (scheduled castes), aber sehr viele Angehörige der anerkannten Stammesgemeinschaften (scheduled tribes).

### Bevölkerungsentwicklung
Wie überall in Indien wächst die Einwohnerzahl im Distrikt West Siang seit Jahrzehnten stark an. Das heutige Gebiet ist seit 1981 durch die drei ursprünglichen Circles Aalo (Along), Darak und Liromoba abgedeckt. Aus Teilgebieten dieser drei Circles entstanden die anderen fünf Circles. Die Zunahme betrug in den Jahren 2001–2011 rund 8 Prozent (7,82 %). In diesen zehn Jahren nahm die Bevölkerung um rund 3800 Menschen zu. Die genauen Zahlen verdeutlicht folgende Tabelle:

### Bedeutende Orte
Es gibt im Distrikt mit dem Hauptort Aalo (auch Along genannt) nur einen Ort, der als Stadt (towns und census towns) gilt. Dennoch ist der Anteil der städtischen Bevölkerung im Distrikt eher hoch. Denn 20.684 der 52.520 Einwohner oder 39,38 % leben in städtischen Gebieten.

### Bevölkerung des Distrikts nach Geschlecht
Der Distrikt hatte seit 1981 immer mehr männliche wie weibliche Einwohner. Dies ist typisch für weite Gebiete Indiens. Der Anteil der männlichen Bevölkerung liegt aber sehr deutlich über dem indischen Durchschnitt. Grund dafür ist der hohe Anteil männlicher Personen unter den Zugewanderten. Die Verteilung der Geschlechter sieht wie folgt aus:
| Verteilung der Bevölkerung nach Geschlecht im Distrikt West Siang |                   |                   |                   |                   |                   |                   |                   |                   |
|                                                                   | Volkszählung 1981 | Volkszählung 1981 | Volkszählung 1991 | Volkszählung 1991 | Volkszählung 2001 | Volkszählung 2001 | Volkszählung 2011 | Volkszählung 2011 |
| Anzahl                                                            | Anteil            | Anzahl            | Anteil            | Anzahl            | Anteil            | Anzahl            | Anteil            |                   |
| GESAMT                                                            | 30.223            | 100 %             | 40.588            | 100 %             | 48.709            | 100 %             | 52.520            | 100 %             |
| Männer                                                            | 16.239            | 53,73 %           | 21.945            | 54,07 %           | 25.845            | 53,06 %           | 27.188            | 51,77 %           |
| Frauen                                                            | 13.984            | 46,27 %           | 18.643            | 45,93 %           | 22.864            | 46,94 %           | 25.332            | 48,23 %           |

### Volksgruppen
In Indien teilt man die Bevölkerung in die drei Kategorien general population, scheduled castes und scheduled tribes ein. Die scheduled castes (anerkannte Kasten) mit (2011) 0 Menschen (0,00 Prozent der Bevölkerung) werden heutzutage Dalit genannt (früher auch abschätzig Unberührbare betitelt). Die scheduled tribes sind die anerkannten Stammesgemeinschaften mit (2011) 40.942 Menschen (77,96 Prozent der Bevölkerung), die sich selber als Adivasi bezeichnen. Zu ihnen gehören in Arunachal Pradesh 104 Volksgruppen. Aufgrund der Sprache (Zahlen für die Volksgruppen sind nur bis Distriktshöhe veröffentlicht) sind die Adi und Nissi/Dafla die wichtigsten Gruppen innerhalb der anerkannten Stammesgemeinschaften im Distrikt. Die anerkannten Stammesgemeinschaften sind in allen Circles in der Mehrheit mit Bevölkerungsanteilen zwischen 70,73 % im Circle Aalo (dort Stadt Aaalo 57,78 %, Landbevölkerung 89,55 %) und 98,39 % in den Circles Bagra und Darak.

### Bevölkerung des Distrikts nach Sprachen
Eine deutliche Mehrheit der Bevölkerung im Distrikt West Siang spricht eine tibetobirmanische Sprache. Die weitverbreitetste Sprachgruppe ist Adi (39.961 Personen oder 76,09 %; mit Talgalo, Gallong, Adi und Miniyong). Zweitstärkste einheimische Sprachgruppe ist Nissi/Dafla (687 Personen oder 1,31 %; mit Tagin, Nissi/Dafla und Apatani). Unter den Sprachen der Zugewanderten ist die Sprachgruppe Hindi (5304 Personen oder 10,10 %; mit Hindi und Bhojpuri) vor Nepali, Bengali (1484 Personen oder 2,83 %), Assami (1304 Personen oder 2,48 %) die meistgesprochene Muttersprache.
Adi ist in allen Circles die Muttersprache der Bevölkerungsmehrheit und in allen Circles mit Ausnahme von Aalo sehr dominant. Alle Minderheitensprachen erreichen im Circle Aalo ihren höchsten Anteil. Dies wegen der vielen Zugewanderten in der Stadt Aalo. Dort erreicht die Sprachgruppe Adi einen Anteil von nur 54,14 %, Hindi (mit Hindi und Bhojpuri) 23,08 %, Bengali 5,41 %, Nepali 4,62 % und Assami 3,78 %. Die Verteilung der Einzelsprachen sieht wie folgt aus:
| Jahr                                   | Talgalo | Talgalo | Gallong | Gallong | Hindi | Hindi  | Nepali | Nepali | Bengali | Bengali | Assami | Assami | Bhojpuri | Bhojpuri | Adi  | Adi    | Gesamt | Gesamt   |
| Jahr                                   | Zahl    | %       | Zahl    | %       | Zahl  | %      | Zahl   | %      | Zahl    | %       | Zahl   | %      | Zahl     | %        | Zahl | %      | Zahl   | %        |
| -------------------------------------- | ------- | ------- | ------- | ------- | ----- | ------ | ------ | ------ | ------- | ------- | ------ | ------ | -------- | -------- | ---- | ------ | ------ | -------- |
| 2011                                   | 24.722  | 47,07 % | 11.455  | 21,81 % | 3835  | 7,30 % | 1778   | 3,39 % | 1475    | 2,81 %  | 1303   | 2,48 % | 1182     | 2,25 %   | 1148 | 2,19 % | 52.520 | 100,00 % |
| Quelle: Ergebnis der Volkszählung 2011 |         |         |         |         |       |        |        |        |         |         |        |        |          |          |      |        |        |          |

### Bevölkerung des Distrikts nach Bekenntnissen
Der Distrikt ist religiös gemischt mit einer Mehrheit der Anhängerschaft der Ethnischen Religionen und starken hinduistischen und christlichen Minderheiten. Alle anderen Glaubensgemeinschaften bilden nur kleine Minderheiten. Allerdings gibt es in der religiösen Zusammensetzung große Unterschiede zwischen den Circles. In allen Circles bildet die Anhängerschaft der Ethnischen Religionen die Bevölkerungsmehrheit. In den Circles Aaalo, Liromoba und Yomcha liegt der Anteil unter 60 % der Einwohnerschaft. Die Hindus haben ihre Hochburgen in den Circles Aalo (24,49 %), Yomcha (13,13 %) und Kamba (10,91 %). Die christliche Minderheit ist in allen Circles stark vertreten und erreicht die höchsten Anteile in den Circles Liromoba (42,64 %), Yomcha (34,04 %) und Bagra (22,99 %). Alle anderen Glaubensgemeinschaften haben außerhalb der Stadt Aalo nur geringe Bevölkerungsanteile. Die genaue religiöse Zusammensetzung der Bevölkerung zeigt folgende Tabelle:
| Jahr                                   | Buddhisten | Buddhisten | Christen | Christen | Hindus | Hindus  | Jainas | Jainas | Muslime | Muslime | Sikhs | Sikhs  | Andere | Andere  | keine Angaben | keine Angaben | Gesamt | Gesamt   |
| Jahr                                   | Zahl       | %          | Zahl     | %        | Zahl   | %       | Zahl   | %      | Zahl    | %       | Zahl  | %      | Zahl   | %       | Zahl          | %             | Zahl   | %        |
| -------------------------------------- | ---------- | ---------- | -------- | -------- | ------ | ------- | ------ | ------ | ------- | ------- | ----- | ------ | ------ | ------- | ------------- | ------------- | ------ | -------- |
| 2011                                   | 447        | 0,85 %     | 8183     | 15,58 %  | 9721   | 18,51 % | 27     | 0,05 % | 1558    | 2,97 %  | 79    | 0,15 % | 32.390 | 61,67 % | 115           | 0,22 %        | 52.520 | 100,00 % |
| Quelle: Ergebnis der Volkszählung 2011 |            |            |          |          |        |         |        |        |         |         |       |        |        |         |               |               |        |          |

## Bildung
Trotz bedeutender Anstrengungen ist das Ziel der vollständigen Alphabetisierung noch weit entfernt. Während 9 von 10 Männern in den städtischen Gebieten lesen und schreiben können, liegt der Alphabetisierungsgrad der Frauen auf dem Land knapp 56 %. Dies zeigt die folgende Tabelle:
| Alphabetisierung im Distrikt West Siang |                   |                   |
| Einheit                                 | Volkszählung 2011 | Volkszählung 2011 |
| Einheit                                 | Anzahl            | Anteil            |
| GESAMT                                  | 32.503            | 70,79 %           |
| Männer                                  | 18.201            | 76,43 %           |
| Frauen                                  | 14.302            | 64,72 %           |
| STADT GESAMT                            | 16.968            | 84,88 %           |
| Stadt-Männer                            | 9211              | 90,24 %           |
| Stadt-Frauen                            | 7757              | 78,47 %           |
| LAND GESAMT                             | 15535             | 61,46 %           |
| Land-Männer                             | 8990              | 66,49 %           |
| Land-Frauen                             | 6545              | 56,39 %           |
| Quelle: Ergebnis der Volkszählung 2011  |                   |                   |

## Verwaltungsgliederung
Der Distrikt ist in die acht Circles (Kreise) Aalo, Bagra, Darak, Kamba, Kombo (nach 2011 entstanden), Liromoba, Nikte Kodum (nach 2011 entstanden) und Yomcha gegliedert.